# (2007) McCuskey
(2007) McCuskey (provisorische Bezeichnung 1963 SQ) ist ein Asteroid des Hauptgürtels, der am 22. September 1963 am Goethe-Link-Observatorium im Rahmen des Indiana Asteroid Program, das vom US-amerikanischen Astronom Frank K. Edmondson initiiert wurde, entdeckt wurde.

## Benennung
Der Asteroid wurde nach Sidney McCuskey (1907–1979) benannt. Er war von 1959 bis 1970 Präsident des Warner and Swasey Observatory.